# Brandingwipstaart
De brandingwipstaart (Cinclodes taczanowskii) is een zangvogel uit de familie Furnariidae (ovenvogels). Deze vogel is genoemd naar de Poolse ornitholoog Wladyslaw Taczanowski.

## Verspreiding en leefgebied
Deze soort is endemisch in centraal en zuidelijk Peru.

## Status
De grootte van de populatie is niet gekwantificeerd maar de soort wordt omschreven als vrij algemeen. Op de Rode lijst van de IUCN heeft deze soort de status niet bedreigd.